# Valinomycin
Valinomycin je přírodní dodekadepsipeptid používaný jako antibiotikum a při transportu draselných iontů. Získává se z bakterií rodu Streptomyces, jako je například Streptomyces fulvissimus.
Tato látka patří mezi přírodní neutrální ionofory, protože nemá zbytkový náboj. Molekula se skládá z D- a L-enantiomerů valinu, kyseliny D-alfa-hydroxyizovalerové, a kyseliny L-mléčné. Jednotlivé složky jsou propojeny řetězcem střídajících se amidových a esterových vazeb. Valinomycin má v buněčných membránách vysokou selektivitu pro draselné ionty vůči sodným.
Slouží jako specifický přenašeč draslíku a zprostředkovává průchod draselných iontů přes lipidové membrány ve směru záporného elektrochemického potenciálového gradientu.
Konstanta stability komplexu draslík-valinomycin je téměř 100 000krát vyšší než u odpovídajícího komplexu sodíku.

## Struktura
Valinomycin je dodekadepsipeptid, molekula tvořená dvanácti střídajícími se aminokyselinovými zbytky a esterovými skupinami za vzniku makrocyklu. Prostřednictvím dvanácti karbonylových skupin se navazují kovové ionty; tyto skupiny také zajišťují solvataci v polárních rozpouštědlech, v nepolárních je solvatace zprostředkovávána isopropyly a methyly.
Kromě těchto skupin ovlivňuje vazebné vlastnosti valinomycinu také tvar jeho molekuly. Ionty mohou projít póry pouze tehdy, když odštěpí hydratující vodu. Ionty K+ vytváří s šesti karbonyly valinových zbytků oktaedrické uspořádání. Délka vazeb je 133 pm, zatímco u Na+ činí jen 95 pm, a Na+ tak nemohou vytvářet iontové vazby s aminokyselinami podobně silně jako s molekulami vody. Tento jev způsobuje 10 000násobnou selektivitu pro K+ oproti Na+. V polárních rozpouštědlech valinomycin vystavuje molekulám rozpouštědla především karbonylové skupiny, v nepolárních se na vnější straně molekuly nacházejí hlavně isopropylové skupiny; toto uspořádání se při navázání draselných iontů mění.

## Použití
Valinomycin byl popsán jako účinný proti SARS-CoV v buňkách Vero E6.
Valinomycin tlumí viry vaccinia.
Valinomycin se používá jako součást draslíkových selektivních elektrod.